# 張宇人
張宇人，大紫荊勳賢，GBS，JP（1949年9月30日—），廣東東莞人，香港政治人物，現任香港行政會議成員、立法會飲食界議員。他是前東區區議會區議員、前香港自由黨副主席、前民政事務委員會主席，以及前香港立法會財務委員會主席（第五屆）。

## 背景

### 早年生活
張宇人生於香港，成長於尖沙咀加連威老道及金巴利道64號住宅，身兼尖沙咀街坊會副理事長的父親張志安曾是海洋皇宮酒樓夜總會的合伙人，又分別在尖沙咀彌敦道開設金冠酒樓和油麻地寶寧大廈華冠酒樓，1980年代成為栢麗購物大道興建計劃的推手。而母輩祖籍韓國仁川。張宇人在1955年畢業於中華基督教會協和幼稚園，曾就讀伊維英文學校，亦曾於小學二年級時報考麗澤中學附設小學學位，1961年至1967年就讀拔萃男書院，繼而於1969年至1970年到美國奧蘭治海岸學院（Orange Coast College）修讀工程學副學士課程，1976年至1979年於佩珀代因大學完成工商管理學士學位，並於該所大學修畢工商管理碩士學位。

### 從政
張宇人於1985年至1990年間擔任香港特別行政區基本法諮詢委員會委員，1997年至1999年擔任臨時市政局議員。後來於2000年至2006年獲委任為東區區議會議員。他於2000年及2004年香港立法會選舉中擊敗對手當選立法會飲食界議員，在2008年及2012年香港立法會選舉在沒有競爭對手的情況下自動當選。2016年香港立法會選舉，張宇人以2,438票擊敗對手伍永德。同年，張宇人獲時任行政長官梁振英委任為行政會議非官守議員，並於2017年繼續獲時任行政長官林鄭月娥委任為行政會議非官守議員。2021年香港立法會選舉，張宇人以101票擊敗對手徐汶緯。2022年7月，繼續獲委任行政會議非官守議員。

### 個人生活
張宇人在1972年8月與蔡詠鈿結婚，婚後育有1子2女。蔡詠鈿是前拔萃小學校長。而張宇人是香港賽馬會會員，自1980年代中期開始成為馬主。

## 政治主張

### 批评政府推动香港的英语教育不力
2002年12月，立法會議員張宇人猛烈批評政府，表示英文雖是香港的另一官方語言，但港人英語水平低落，港英政府要為英語教育政策失誤負上很大責任。他在香港電台「給香港的信」節目中指出，二十年前商界已投訴港英政府政策弱导致英語水平下降，但當時港英政府掩耳盜鈴推說是教育普及化而已；由於港英政府的英語教育政策一再失誤，現時新加坡、菲律賓等國家人民的英語水平經已超越香港，内地也急速趕上。他建議，香港特區政府應加強幼童的英語教育，以及改變現行功效不大的一校一外籍英語教師模式，香港特區政府可以把外籍英語教師集中起來先扶持少數學校，即把外籍教師集中到某區學校二至五年，待區內的本地英語教師水平提高後，再轉到另一區任教。

### 批評政府設立的多項條例嚴苛 稱扼殺飲食業發展空間
2006年，代表飲食界的立法會議員張宇人狠批政府新設立的多項條例，實在太嚴苛，是與飲食業“對著幹”，又指衛福局局長是“無事找事做”。他說，政府口口聲聲說，香港是美食天堂，有需要確保食肆的食物安全云云，話雖說得很漂亮，但事實並非如此。一直以來，政府只是用嚴苛的政策來扼殺飲食業的生存空間，絕無用教導及輔助的方法去幫助飲食業發展，一有事就拉人封鋪，這令香港飲食業過去十年來的發展都停滯不前。具體而言，他反對政府收緊扣分制，批評食物安全中心起不了監控作用，批評食環署實施食肆發牌新規，認為將食肆列為厭惡性行業是不公平做法，反對開徵銷售稅。

### 推迟火鍋附加持牌條件
2008年12月4日，張宇人要求香港特区政府在2009年冬季才推行火鍋附加持牌條件，以期在現時經濟不景情況下盡量減少有關條件對業界的影響。

### 批評政府多個議案諮詢不足
2013年7月，立法會財務委員會總結今個立法年度工作，財委會主席張宇人批評，過去一年政府多個較爭議的撥款議案，由於諮詢不足，增加了財委會審議難度。過去一年，政府幾個撥款申請，包括擴建堆填區，長者生活津貼，不是撤回，就是中止辯論或遇到「拉布」。張宇人回顧財委會一年工作時，表示雖然撥款申請是回應社會訴求，但當局諮詢不足，爭議尚待解決便要求撥款，增添審議的困難。

### 批評政府禁止電子煙政策
在立法會辯論2018年《施政報告》致謝議案時，政府提出禁止電子煙措施已取得足夠票數支持，張宇人明確反對一刀切禁止電子煙，批評這是「典型的多數票極權，剝削掉少數票人的權利」，質問宗教都有害、糖吃得多都有害，是否統統都要禁止。他還以英國王儲查理斯曾計劃在全英國取締麥當勞惹起極大爭議作例，質疑港府是否仍要像保母般嚴格規範人民生活習慣。張宇人承認自己是煙民，在看到過去數十年港府逐步收緊吸煙政策後，想不到連電子煙這類二手煙影響較低的產品也要禁止，形容情況可悲。

### 倡向成年永久居民派一萬元
2019年12月9日，自由黨立法會議員鍾國斌、張宇人、易志明和邵家輝，與財政司司長陳茂波會面，討論2020年的《財政預算案》。自由黨向陳茂波提出多項建議，其中包括以現金或消費劵形式向年滿18歲的香港永久居民發放萬元津貼、向零售業及餐飲業店舖發放一筆一萬元津貼，以及減免短期租約用地一半租金。其他建議還包括寬免差餉及地租、退還薪俸稅及設立幫助維修在示威中被損毀公共車輛的「復修基金」等。其中發放一萬元津貼的建議被採納，這也是時隔9年香港特區政府再度派钱，並於2020年6月21日父親節開始接受申請。

### 发起抗新冠肺炎疫情行动
由于有部分人士不遵守新冠肺炎疫情下政府要求的14日强制隔离检疫而进入食肆，2020年3月25日，立法會議員張宇人強烈建議業界嚴禁佩戴檢疫手帶人士進入食肆。他呼籲飲食界發起抗疫行動，包括不會招待配戴監察手帶的人士，並會致電熱線報警、提供酒精搓手液等，相信會有數以千計的食肆響應。與此同時，他希望政府能在抗疫基金加碼，又表示若政府推出更嚴厲措施，希望可以不向食肆收差餉，並提供更多資助。他又呼籲業主減租，減輕飲食界營業者的負擔，大家一起共渡難關。

### 促请政府推出防疫抗疫基金
2020年4月24日，由於新冠肺炎疫情持續，香港政府延長限制社交距離措施14日。張宇人建議政府推出第三輪防疫抗疫基金措施，協助未能受惠於前兩輪安排的開工不足及停薪留職員工。此外，他建議政府再投入50億元協助業界。

### 推动「7月7折、8月8折」活动救市
2020年6月18日，飲食界立法會議員張宇人与財政司長陳茂波公布「7月7折、8月8折」的業界優惠，鼓勵市民留港消費，過千間食肆7月中至8月將提供晚市優惠，希望以此抵消新冠肺炎疫情带来的饮食业低迷。張宇人表示，參與計劃的食肆由7月15日起，每日晚上6時後晚市會推出七折優惠，8月則提供八折優惠，不設最低消費。不过他也提醒，計劃會有彈性，例如大型食肆不需為整個菜單提供折扣，可選擇某些套餐等。

## 言論及爭議

### 最低工資立法爭議
批評聲音指由於飲食界的選民都是飲食業東主，故張宇人未能反映飲食業從業員的聲音，且連飲食業東主也不能有效地代表，甚至連自由黨的立場也不能正確地反映。
張宇人曾經因為於最低工資立法爭議持有反對意見，建議將最低工資水平訂為20港元以下，被批評為「廿蚊張」。
張宇人在2010年3月22日now寬頻電視節目時事全方位稱媒體誤會其言論，辯稱只是作出回應，最低工資水平以20元作「下限」，但強調這是業界意見。3月23日，自由黨發表聲明，指出將最低工資定為港幣20元以下不是其立場，但張宇人拒收回言論。李鵬飛亦認為自由黨受張宇人拖累。勞工團體亦批評張宇人的言論是漠視僱員權益，終於張宇人在3月25日向公眾道歉。
他在出席城市論壇時有80後青年扮演「有良僱主」向張宇人擲20元紙幣，諷刺他「埋沒良心，只顧及到該行業的利益，而忽略了香港大眾整體的利益。」3月29日，公民黨派發約6萬張由黨工藍凱怡設計的「廿蚊紙」（仿20元紙幣）傳單。
張宇人於2010年4月24日出席香港電台節目時指出，應該討論加薪的漣漪效應，而不是把「24元是否夠用」作為討論重點，惹來同場出席的工聯會立法會議員黃國健及家庭觀眾所質疑。

### 侍產假爭議
在有關修訂侍產假的議題上，張宇人認為「侍產假一日都不應該有」，認為勞工界「會永無止境地苛索」，又以其年輕年代為例，認為從前沒有侍產假，故現在也不應該有。莫應帆反駁張宇人，指其「與時代脫節」，又以中國大陸已有侍產假為例，批評張宇人思想落後。

### 在信報專訪中言論爭議
香港外勞引發本地工人開工不足，甚至湧現黑工問題。2025年8月18日張宇人接受信報財經新聞今日刊登專訪時捍衛輸入外勞，反指打工仔有外勞分擔工作其實開心了，反指工會發聲做法是落井下石、踩多腳，影響飲食業界復甦復元。但即使繼續引入外勞，亦不代表前途大好，張宇人在訪問指塊餅就是這麼大，太多人食餅會不夠分，認為經營困難餐廳勿「死撐」，隨後呼籲餐廳「要結業就提早結業！」

## 外部連結
- 宇人博客　Let Us Blog （页面存档备份，存于）

| 政黨職務      | 政黨職務              | 政黨職務    |
| ------------- | --------------------- | ----------- |
| 前任： 鍾國斌 | 自由黨主席 · 2016年－ | 繼任： 現任 |